# Юнацький чемпіонат Європи з футболу (U-19) 2013
Чемпіонат Європи з футболу серед юнаків віком до 19 років 2013 року — пройшов у Литві з 20 липня по 1 серпня. Переможцем стала збірна Сербії, яка у фіналі перемогла збірну Франції із рахунком 1:0.

## Кваліфікація
1. Кваліфікаційний раунд — 26 вересня 2012 – 26 листопада 2012
2. Елітний раунд – 22 травня — 11 червня 2013

## Міста та стадіони
| Стадіон                                | Місто      | Місткість | Матчі                          | Примітки |
| -------------------------------------- | ---------- | --------- | ------------------------------ | -------- |
| Алітус                                 | Алітус     | 3,748     | 4 гри в групі та один півфінал | [ 1 ]    |
| Стадіон імені С. Дарюса та С. Ґіренаса | Каунас     | 9,280     | 4 гри в групі та один півфінал | [ 2 ]    |
| Судува                                 | Маріямполе | 6,250     | 4 гри в групі та фінал         | [ 3 ]    |

## Учасники
| Країни     | Кваліфікація | Попередні турніри                                        |
| ---------- | ------------ | -------------------------------------------------------- |
| Литва      | господар     | 0 (дебют)                                                |
| Франція    | Група 1      | 6 (2003, 2005, 2007, 2009, 2010, 2012)                   |
| Сербія     | Група 2      | 5 (2005, 2007, 2009, 2011, 2012)                         |
| Португалія | Група 3      | 5 (2003, 2006, 2007, 2010, 2012)                         |
| Іспанія    | Група 4      | 9 (2002, 2004, 2006, 2007, 2008, 2009, 2010, 2011, 2012) |
| Нідерланди | Група 5      | 1 (2010)                                                 |
| Грузія     | Група 6      | 0 (дебют)                                                |
| Туреччина  | Група 7      | 4 (2004, 2006, 2009, 2011)                               |

Жирним шрифтом виділені переможні роки.

## Груповий етап

### Група А
| Команда    | І | В | Н | П | ЗМ | ПМ | РМ | О |
| ---------- | - | - | - | - | -- | -- | -- | - |
| Іспанія    | 3 | 3 | 0 | 0 | 6  | 2  | +4 | 9 |
| Португалія | 3 | 2 | 0 | 1 | 8  | 4  | +4 | 6 |
| Нідерланди | 3 | 1 | 0 | 2 | 6  | 9  | −3 | 3 |
| Литва      | 3 | 0 | 0 | 3 | 4  | 9  | −5 | 0 |

| 20 липня 2013 18:30 |

| Литва                        | 2–3      | Нідерланди                  |
| ---------------------------- | -------- | --------------------------- |
| Артімявічус 38' Сіргедас 83' | Протокол | Ашахбар 10', 29' Влут 90+6' |

| Стадіон імені С. Дарюса та С. Ґіренаса, Каунас Глядачів: 7,436 Арбітр: Мартін Стромбергссон (Швеція) |

| 20 липня 2013 21:15 |

| Іспанія     | 1–0      | Португалія |
| ----------- | -------- | ---------- |
| Рамірес 19' | Протокол |            |

| Судува, Маріямполе Глядачів: 2,900 Арбітр: Фелікс Цваєр (Німеччина) |

| 23 липня 2013 16:30 |

| Нідерланди | 1–4      | Португалія                        |
| ---------- | -------- | --------------------------------- |
| Влут 90+1' | Протокол | Гедеш 32', 89' Сілва 73' Орта 87' |

| Алітус, Алітус Глядачів: 3,170 Арбітр: Майкл Олівер (Англія) |

| 23 липня 2013 18:30 |

| Литва | 0–2      | Іспанія          |
| ----- | -------- | ---------------- |
|       | Протокол | Ернандес 6', 74' |

| Стадіон імені С. Дарюса та С. Ґіренаса, Каунас Глядачів: 8,900 Арбітр: Олексій Кульбаков (Білорусь) |

| 26 липня 2013 21:00 |

| Португалія                                                 | 4–2      | Литва               |
| ---------------------------------------------------------- | -------- | ------------------- |
| Лопіш 8' Петраускас 45' (аг) Фігейреду 51' (пен.) Мане 65' | Протокол | Сіргедас 53', 90+2' |

| Стадіон імені С. Дарюса та С. Ґіренаса, Каунас Глядачів: 8,075 Арбітр: Орель Грінфельд (Ізраїль) |

| 26 липня 2013 21:00 |

| Нідерланди                   | 2–3      | Іспанія                           |
| ---------------------------- | -------- | --------------------------------- |
| Маї 36' Ашахбар 90+1' (пен.) | Протокол | Рамірес 68' Вадільйо 81' Віко 83' |

| Алітус, Алітус Глядачів: 3,618 Арбітр: Олексій Кульбаков (Білорусь) |

### Група В
| Команда   | І | В | Н | П | ЗМ | ПМ | РМ | О |
| --------- | - | - | - | - | -- | -- | -- | - |
| Сербія    | 3 | 2 | 1 | 0 | 4  | 2  | +2 | 7 |
| Франція   | 3 | 1 | 2 | 0 | 3  | 2  | +1 | 5 |
| Туреччина | 3 | 1 | 0 | 2 | 6  | 6  | 0  | 3 |
| Грузія    | 3 | 0 | 1 | 2 | 2  | 5  | −3 | 1 |

| 20 липня 2013 17:00 |

| Сербія                   | 2–1      | Туреччина |
| ------------------------ | -------- | --------- |
| Лукович 17' Мітрович 54' | Протокол | Ніяз 88'  |

| Судува, Маріямполе Глядачів: 450 Арбітр: Майкл Олівер (Англія) |

| 20 липня 2013 19:00 |

| Грузія | 0–0      | Франція |
| ------ | -------- | ------- |
|        | Протокол |         |

| Алітус, Алітус Глядачів: 2,500 Арбітр: Емір Алешкович (Боснія і Герцеговина) |

| 23 липня 2013 18:30 |

| Сербія    | 1–0      | Грузія |
| --------- | -------- | ------ |
| Мелег 74' | Протокол |        |

| Судува, Маріямполе Глядачів: 1,100 Арбітр: Орель Грінфельд (Ізраїль) |

| 23 липня 2013 20:45 |

| Туреччина        | 1–2      | Франція           |
| ---------------- | -------- | ----------------- |
| Їлмаз 87' (пен.) | Протокол | Юну 6' Бенз'я 64' |

| Алітус, Алітус Глядачів: 1,915 Арбітр: Мартін Стромбергссон (Швеція) |

| 26 липня 2013 16:30 |

| Франція | 1–1      | Сербія        |
| ------- | -------- | ------------- |
| Юну 31' | Протокол | Павловскі 77' |

| Стадіон імені С. Дарюса та С. Ґіренаса, Каунас Глядачів: 1,228 Арбітр: Фелікс Цваєр (Німеччина) |

| 26 липня 2013 16:30 |

| Туреччина                         | 4–2      | Грузія                    |
| --------------------------------- | -------- | ------------------------- |
| Деніз 16', 18' Ніяз 58' Шахін 80' | Протокол | Енделадзе 3' Качарава 50' |

| Судува, Маріямполе Глядачів: 950 Арбітр: Гедимінас Мажейка (Литва) |

## Плей-оф
|  | Півфінали         | Півфінали |   |  | Фінал                 | Фінал |  |
|  |                   |           |   |  |                       |       |  |
|  | 29 липня – Алітус |           |   |  |                       |       |  |
|  | Сербія (п)        | 2 (3)     |   |  |                       |       |  |
|  | Португалія        | 2 (2)     |   |  |                       |       |  |
|  |                   |           |   |  |                       |       |  |
|  |                   |           |   |  | 1 серпня – Маріямполе |       |  |
|  |                   |           |   |  | Сербія                | 1     |  |
|  |                   | Франція   | 0 |  |                       |       |  |
|  |                   |           |   |  |                       |       |  |
|  |                   |           |   |  |                       |       |  |
|  |                   |           |   |  |                       |       |  |
|  | 29 липня – Каунас |           |   |  |                       |       |  |
|  | Іспанія           | 1         |   |  |                       |       |  |
|  | Франція дч        | 2         |   |  |                       |       |  |

### Півфінали
| 29 липня 2013 16:30 |

| Сербія                      | 2–2      | Португалія          |
| --------------------------- | -------- | ------------------- |
| Джурджевич 6' Гачинович 85' | Протокол | Сілва 55' Гедеш 79' |

| Алітус, Алітус Глядачів: 3,280 Арбітр: Майкл Олівер (Англія) |

|                                                             |       | Пенальті                                   |  |
| Павловскі · Милинкович-Савич · Мелег · Гачинович · Мітрович | 3 – 2 | Іє · Орта · Гедеш · Рафа Соаріш · Тейшейра |  |

| 29 липня 2013 21:00 |

| Іспанія             | 1–2 (д.ч.) | Франція               |
| ------------------- | ---------- | --------------------- |
| Родрігес 27' (пен.) | Протокол   | Бенз'я 29' Конте 105' |

| Стадіон імені С. Дарюса та С. Ґіренаса, Каунас Глядачів: 4,436 Арбітр: Орель Грінфельд (Ізраїль) |

### Фінал
| 1 серпня 2013 21:45 |

| Франція | 0–1      | Сербія      |
| ------- | -------- | ----------- |
|         | Протокол | Лукович 57' |

| Судува, Маріямполе Глядачів: 6,211 Арбітр: Олексій Кульбаков (Білорусь) |

| Чемпіон Європи 2013 |
| ------------------- |
| Сербія 1-й титул    |